# Kasteel van Blekkom

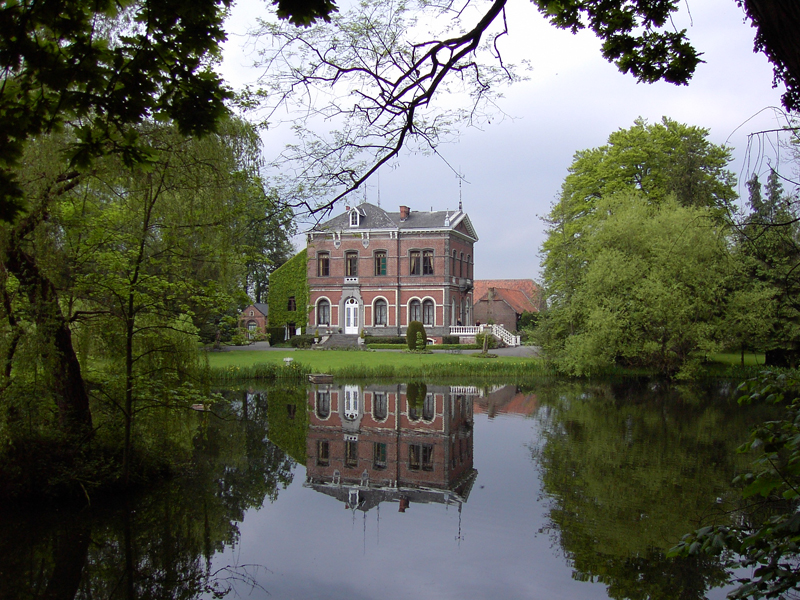
Zicht op het Kasteel van Blekkom

Het Kasteel van Blekkom is een kasteel uit de negentiende eeuw dat in het gelijknamige gehucht Blekkom (onderdeel van de deelgemeente Loksbergen, gemeente Halen) staat.
Het 'kasteel' is een alleenstaand, neoclassicistisch herenhuis, in 1859 gebouwd naar een ontwerp van architect Victor Jamaer in opdracht van Hyacinthe de Maret, de eerste burgemeester van de in 1866 zelfstandig geworden gemeente Loksbergen.
Het is gelegen te midden van een park met vijver, nabij de Velpe. In het Jaarboek van 2002 van het Natuurpunt Oost-Brabant wordt melding gemaakt van de hoogwaardige structuurkwaliteit van de Velpe in de omgeving van het Kasteel van Blekkom.
Ten noorden van het kasteel staat nog een negentiende-eeuwse hoeve, oorspronkelijk met een U-vormige plattegrond, maar tegenwoordig uitgebreid tot een rechthoekig binnenerf. Nabij het kasteel staat ook een bakstenen kapel met rondboogportaal.
Het kasteel is in privébezit en is niet open voor het publiek.